# والاس لوپینو
والاس لوپینو (انگلیسی: Wallace Lupino؛ ‏ ۲۳ ژانویهٔ ۱۸۹۸ – ۱۱ اکتبر ۱۹۶۱) بازیگر اهل بریتانیا بود و یکی از اعضای خانواده لوپینو بود.
از فیلم‌هایی که وی در آن‌ها نقش داشته‌است، می‌توان به زندگی شخصی او، جوانک مبارز و بخت ابله اشاره نمود.